# Lit Motors
Lit Motors Inc. — американская компания-стартап, базирующаяся в Кремниевой долине. Деятельность компании направлена на разработку принципиально нового вида электротранспорта — безопасных двухколесных, стабилизированных с помощью гиродина, средств передвижения.
Выпуск первого подобного электромобиля, С-1 — был запланирован на конец 2014 года.
Компания была основана 7 февраля 2010 года американцем Дэниелем Кимом. Идея создания безопасного электромобиля возникла у него ещё в 2003 году, когда он чуть не погиб, пытаясь создать самодельный «идеальный SUV-автомобиль» на базе Land Rover Defender. Когда Дэниель производил сварочные работы на 250-килограммовом шасси, один из держателей стенда не выдержал, и конструкция чуть не придавила его. Это заставило его задуматься — зачем он ведёт работу над таким большим автомобилем, когда большинство людей ездят в одиночку. Тогда возникла идея «отрезать» у автомобиля половину, сбалансировать его и создать идеальное средство передвижения для города. Так и родился концепт С-1.

## Продукция

### C-1

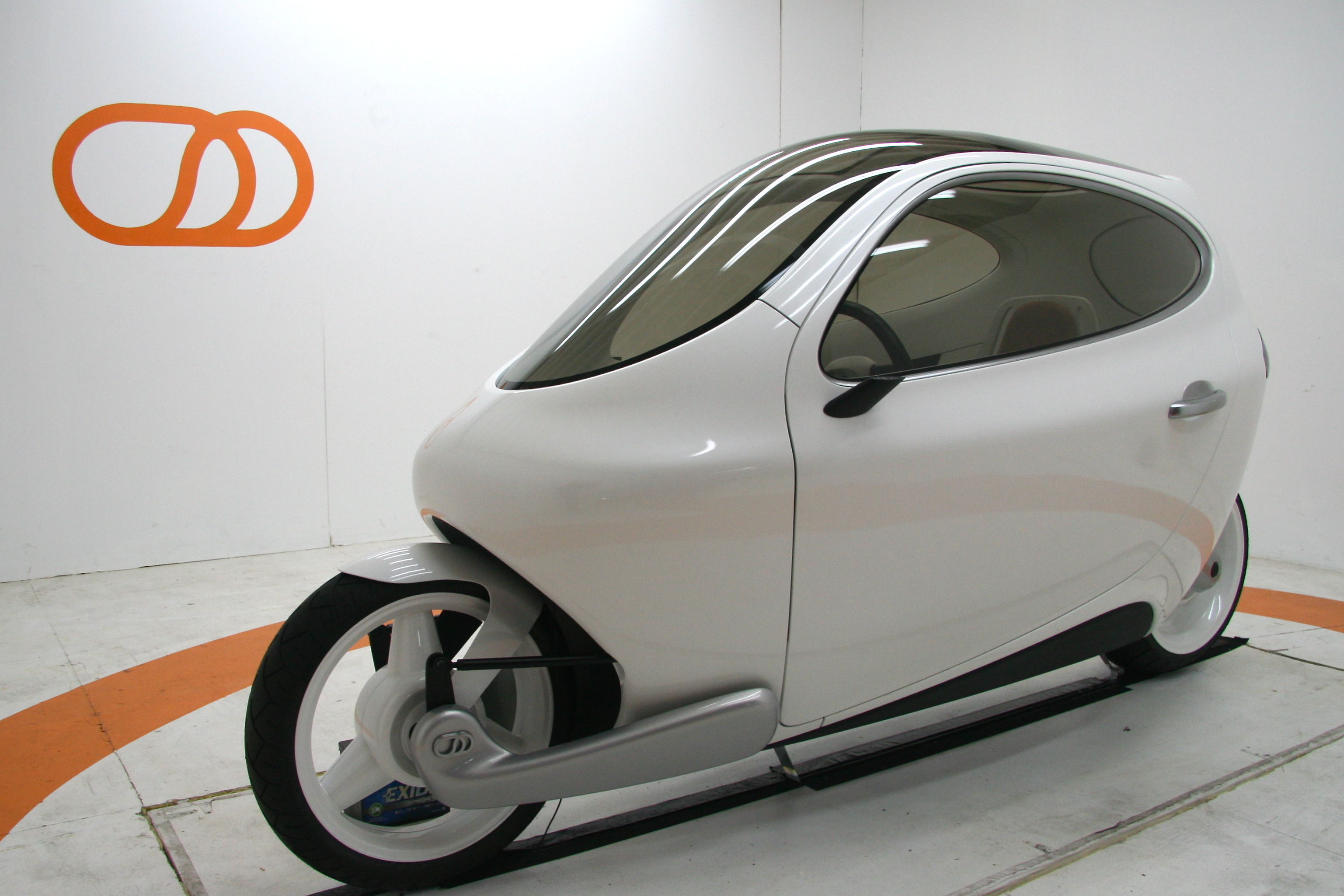
Модель C-1

В начале 2010 года, компанией был представлен первый прототип концепции электрического двухколесного автомобиля.
Он представляет собой полностью закрытый мотоцикл, само-балансирующийся, при помощи двухстепенного гиростабилизатора, и работающий на литий-железо-фосфатных аккумуляторах. В качестве привода электромобиль использует два мотор-колеса.
Компания планирует начать производство в конце 2014 года. Предварительно объявленная цена составляет $24 000. На данный момент, компания принимает предварительные заказы, на сумму от $250 до $10 000, для резервирования электромобиля, а к лету 2014 все кроме самых дешёвых распроданы.
Спецификация электромобиля:
- Крутящий момент: 1762 Н·м
- Суммарная мощность моторов: 20 кВт
- Максимальная скорость: выше 160 км/ч
- Разгон до 100 км/ч: < 6 секунд
- Дальность поездки на одном заряде: до 320 км
- Аккумулятор: LiFePO4 — 8 кВт⋅ч

Габариты:
- Вес: 360 кг
- Длина: 2.8 м
- Высота: 1.4 м
- Ширина: 1 м

### kubo
Представляет собой грузовой скутер, оснащенный 55-сантиметровым[что?] грузовым отсеком. По заявлениям основателя компании, Дэниеля Кима, скутер разработан специально для «производственных стран», таких как Индия и Китай, и его цена в этих странах составит от $500 до $800.
20 ноября 2013 года стартовала кампания на Kickstarter, при помощи которой Lit Motors рассчитывает запустить скутер в производство. Предлагаемая цена составляет от $5000 до $10000.
Спецификация скутера:
- Мощность электромотора: 3 кВт
- Максимальная скорость: около 70 км/ч
- Дальность поездки на одном заряде: 80 км
- Общая грузоподъемность: 130 кг